# Hartmut Bühler
Hartmut S. Bühler (* 8. August 1955 in Tübingen) ist ein deutscher Fotograf und Fotojournalist. Er ist spezialisiert auf Porträts von Musikern, bildenden Künstlern und Wirtschaftslenkern. Er lebt und arbeitet in Düsseldorf. 

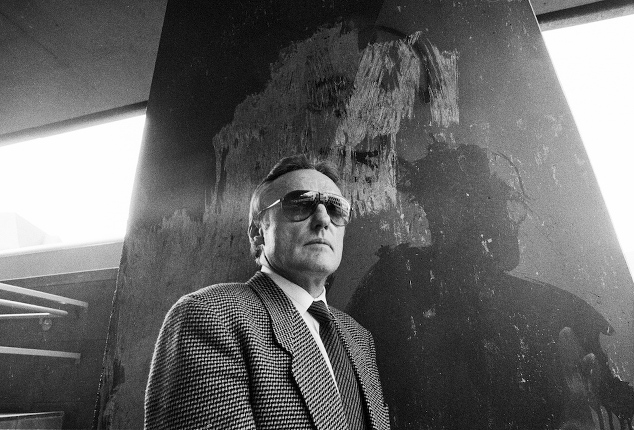
Dennis Hopper fotografiert von Hartmut S. Bühler vor der Kunsthalle Düsseldorf im Jahr 1988.

## Leben
Nach Besuch des Gymnasiums absolvierte Hartmut Bühler ein Tageszeitungsvolontariat beim Zollern-Alb-Kurier in Balingen und Ebingen, danach bei der Südwest Presse in Ulm. Nach einer Assistenzzeit bei dem Fotografen Thomas Pochert in Bergisch Gladbach folgte eine Ausbildung als Text Trainee bei der Düsseldorfer Werbeagentur Gramm & Grey. Danach fotografierte er für das Medienmagazin COPY, das von der Düsseldorfer Verlagsgruppe Handelsblatt herausgegeben wurde.
Seit 1989 arbeitet Hartmut Bühler als freier Fotograf. 2004 fotografierte er 99 Porträts für das Buch 100 Düsseldorfer Köpfe. Unter den Abgebildeten der Düsseldorfer Stadtprominenz sind beispielsweise Ute-Henriette Ohoven (UNESCO-Sonderbotschafterin), Kunsthändler Helge Achenbach, Verleger Gottfried Arnold (Rheinische Post), Gabriele Henkel (Persil), Schlagersänger Heino, Udo van Meeteren (Ehrenbürger von Düsseldorf), Paul Spiegel, Präsident des Zentralrats der Juden in Deutschland, der Künstler Markus Lüpertz, sowie der Filmregisseur Wim Wenders.
Seit 2012 schreibt Hartmut Bühler für den Fotoblog Ruhrspeak.de, ein Projekt von Pixelprojekt Ruhrgebiet, gefördert durch das Ministerium für Familie, Kinder, Jugend, Kultur und Sport des Landes Nordrhein-Westfalen. 2014 erfolgte seine Berufung in die Deutsche Gesellschaft für Photographie DGPh e. V.
In jüngster Zeit konzentrierte sich Hartmut Bühler auf Porträts von Hard-Rock- und Metalgrößen wie Doro Pesch und Wolf Hoffmann, Leadgitarrist der deutschen Metalband Accept. Hoffmann war Profifotograf in den Genres Business, Corporate und Musik in den USA. Darüber hinaus entstanden Porträts von Uli Jon Roth. Als Fotograf betreibt Hartmut Bühler einen Blog, der sich ausschließlich fotografisch-künstlerischen Themen widmet.

## Veröffentlichungen
- 2020 DIE 20er JAHRE – DÜSSELDORFER PORTRAITS mehrmalige monatliche Veröffentlichung mit Interview auf instagram.com/hartmut.buehler.fotografie und facebook.com/hsbuehler . Förderung im Rahmen des Stipendiumprogramms Finanzielle Absicherung ermöglicht künstlerische Arbeit auch in der Krise im Zusammenhang mit dem Ausbruch von Covid-19 im Jahr 2020 des Ministeriums für Kultur und Wissenschaft des Landes Nordrhein-Westfalen und der Bezirksregierung Düsseldorf.
- 2019  PATIENT Gaza – A Photographic Diary by Hartmut Buehler: engl., 112 Seiten, 98 Schwarzweißfotografien, ISBN 978-94-6226-276-8, Verlag Lecturis, NL-Eindhoven, Buchdesign Richard Reisen – Sector Photography, Image dialogue: Wolfgang Zurborn
- 2019 Ein spektakuläres Manifest für die Fotografie – Interview mit Felix Krämer, Generaldirektor und künstlerischer Leiter der Stiftung Museum Kunstpalast Düsseldorf: Über den Erwerb der Fotosammlung Kicken für den Kunstpalast Düsseldorf, seine Liebe zur Fotografie und über Fotokunstdebatten.
- 2004 100 Düsseldorfer Köpfe. Droste Verlag, Düsseldorf, ISBN 3-7700-1193-7.

## Stipendien
- 2022 Kunst nach Dienstschluss/kreative Polizist:innen, Stipendium der Bezirksregierung Düsseldorf
- 2021 Ikigai in Nippon am Rhein, Stipendienprogramm des Ministeriums für Kultur und Wissenschaft des Landes Nordrhein-Westfalen
- 2021 Queere Künstler:innen Paare, Stipendienprogramm der Stiftung Kulturwerk der VG Bild-Kunst im Rahmen des Bundesprogramms,  Neustart Kultur
- 2020 Die 20er Jahre - Düsseldorfer Porträts, Stipendienprogramm des Ministeriums für Kultur und Wissenschaft des Landes Nordrhein-Westfalen

## Ausstellungen
- 2023 Inspired by - Fotografische Porträts bei Eibelshaeuser Konzept Kommunikation, Willich
- 2023 Inspired by - 36 Fotografische Porträts u. a. von Armin Baumgarten, Lord Folter aka Julian Wachendorf, Gottfried Helnwein, Hiroyuki Masuyama, Thorsten Nagelschmidt, Doro Pesch, Mithu Sanyal, Julio García Vico, Bojan Vuletić, Grieger International Fine Art, Düsseldorf.
- 2023 Inspired by - 16 Fotografische Porträts u. a. von Gottfried Helnwein, Jürgen Klauke, Armin Mueller-Stahl, Mithu Sanyal, C.A.R. CONTEMPORARY ART RUHR - PHOTO/MEDIA ART FAiR, Zollverein, Essen
- 2020 DarasHeineWilde&Co. contra Amazon und Zeitgeist – Düsseldorfer Antiquariate in Bedrängnis: Fotografien von Hartmut Bühler im Atelier im Savoy Theater, Düsseldorf
- 2020 Patient Gaza - ein fotografischer Appell für Hoffnung auf Frieden, Parkhaus im Malkasten (Künstlerverein), anlässlich Düsseldorf Photo +
- 2019 Patient Gaza, Zakk – Zentrum für Aktion, Kultur und Kommunikation, Düsseldorf
- 2019 Works by Hartmut Buehler, Garage Studio Dubai, Al Qouz
- 2019 Patient Gaza - A photographic Diary by Hartmut Bühler über eine humanitäre Mission im European Gaza Hospital in Chan Younis / Gazastreifen, Kunstraum Michael Horbach Stiftung, Köln[1]
- 2019 DarasHeineWilde & Co. contra Amazon und Zeitgeist. Düsseldorfer Antiquariate in Bedrängnis. Fotografien von Hartmut Bühler in der Stiftung Gerhart-Hauptmann-Haus (Düsseldorf), Deutsch-osteuropäisches Forum Düsseldorf und des Literaturbüro NRW. Anlässlich der Düsseldorfer Literaturtage und des Kö-Bücherbummels.[2]
- 2017 Leiden schafft Musik, Fotoausstellung über die weltweit erste interdisziplinäre Ambulanz für Musikermedizin im Universitätsklinikum Düsseldorf
- 2015 „Meine Tonhalle“ in der Tonhalle Düsseldorf – Fotoportraits von Abonnenten, Freunden und Förderern der Tonhalle Düsseldorf
- 2014 1. Internationale WinterAkademie für neue PerformanceMusik im Schloss Benrath Düsseldorf, durchgeführt von den Komponisten für zeitgenössische Musik Kunsu Shim und Gerhard Stäbler.
- 2012 und 2014 Gruppenausstellungen des Fotojournalistenverbands Freelens e. V. Rheinland jeweils zeitgleich zur Photokina Messe in Köln.
- 2004 Oberlandesgericht Düsseldorf: Präsentation des Buches 100 Düsseldorfer Köpfe und Ausstellung mit Porträts Düsseldorfer Persönlichkeiten.